# Vasilīs Kikilias
Vasilīs Panagiōtī Kikilias (in greco Βασίλης Παναγιώτη Κικίλιας?; Atene, 15 maggio 1974) è un politico ed ex cestista greco, che attualmente ricopre la carica di Ministro della Navigazione e della Politica Insulare nel secondo governo Mitsotakis.".

## Biografia
Nato ad Atene nel 1974, ha studiato presso il liceo Leonteios della capitale greca, per poi frequentare la facoltà di medicina dell'Università Nazionale Capodistriana di Atene, laureandosi nel 2002. Ha proseguito gli studi presso il dipartimento di amministrazione e organizzazione delle unità sanitarie della Scuola nazionale di sanità pubblica, dove ha conseguito un master nel 2008.

### Carriera sportiva
Tra il 1990 e il 2004 ha giocato a pallacanestro, principalmente nel ruolo di ala piccola. In particolare ha fatto parte di: Paniōnios G.S.S., A.O. Iōnikos Nikaias, KAE Apollon Patrasso e AEK Atene, giocando anche nella Grecia under 16 e nella Grecia under 26.

### Carriera politica
Nel 2006 è stato eletto nel consiglio comunale di Atene, assumendo nell'anno successivo la presidenza dell'Organizzazione sportiva e giovanile del comune fino al 2011.
Alle elezioni parlamentari del 2009 si è candidato come membro del Parlamento nella circoscrizione della capitale, non venendo eletto, e successivamente, nel 2010, si è candidato a governatore della periferia dell'Attica, giungendo al secondo posto con il 47,50% dei voti.
Si è ripresentato alle elezioni parlamentari del maggio 2012 e del giugno 2012 nella circoscrizione Atene A, entrando in Parlamento e venendo nominato, nel 2014, dal Primo ministro Antōnīs Samaras come Ministro dell'ordine pubblico e della protezione dei cittadini, rimanendo in carica fino al 27 gennaio 2015.
È stato rieletto nelle elezioni del gennaio e del settembre 2015 e poi nuovamente nel 2019. In questi anni ha ricoperto il ruolo di portavoce di Nuova Democrazia (tra il 2016 e il 2017) e, il 9 luglio 2019, è stato nominato Ministro della salute nel primo governo guidato da Kyriakos Mītsotakīs.

## Vita privata
È sposato con la conduttrice televisiva ed ex modella Tzenī Mpalatsinou, con la quale ha avuto un figlio nato nel 2020.

## Palmarès
- Coppa di Grecia: 1

AEK Atene: 2000-2001